# Bartolomeo Ammannati
Bartolomeo Ammannati ou Ammanati (Settignano, 18 juin 1511 – 13 avril 1592), est un architecte et un sculpteur de l'école florentine.
Il s'est distingué davantage dans l'architecture que dans la sculpture. Il a conçu des bâtiments à Rome, Padoue et Florence.
Il a très fortement imité le style de Michel-Ange, dont il a été un des disciples.

## Biographie
Bartolomeo étudie d'abord auprès de Baccio Bandinelli puis, parti à Venise, il collabore avec Jacopo Sansovino pour la bibliothèque Saint Marc (la Biblioteca Marciana).
En 1544, il réalise une statue colossale d'Hercule de neuf mètres de haut pour le juriste humaniste de Padoue, Marco Mantova Benavides.
En 1546, également à Padoue, un portail avec Apollon et Jupiter et le mausolée de B. Benavides aux Eremitani.
En 1550, il part à Rome pour exécuter le tombeau d'Antonio et de Fabiano del Monte à San Pietro in Montorio.
La même année, Ammannati épouse Laura Battiferri, une femme poète élégante.
Avec Giorgio Vasari et pour le pape Jules III des Monte, il travaille au nymphée de la Villa Giulia de Rome, en construisant des fontaines et des grottes à trois niveaux ; ces derniers constituent l'élément "surprise" de la cour, un propos maniériste par excellence.
Revenu à Florence en 1555, il réalise une grande fontaine pour le salon des Cinq-Cents du Palazzo Vecchio et complète, en 1559 et sur des projets de Michel-Ange, la réalisation de l'escalier monumental du vestibule de la bibliothèque Laurentienne.
De 1557 à 1563, il réalise le palais Grifoni donnant sur la Piazza della Santissima Annunziata.
De 1558 à 1570, il travaille à la transformation du Palais Pitti en villa suburbaine pour les Grands-ducs Médicis et en rallonge la façade dans le style initial.
Une de ses œuvres principalement réputées est la fontaine de Neptune (1563-1565) qui se trouve sur la Piazza della Signoria à Florence où sa statue monumentale de Neptune en marbre (que les Florentins appellent le Biancone en raison de sa masse blanche) est accompagnée des naïades et des satyres de Giambologna (Jean de Bologne) et de Pietro Tacca. Le groupe symbolise le désir de Cosme Ier de Médicis de faire de la Toscane une grande puissance navale. 

Sur un projet initial de Baccio Bandinelli, mort avant sa réalisation, et à la suite d'un concours qui l'oppose à Giambologna et qu'il remporte, sa réalisation lui est attribuée à l'occasion du mariage, en 1565, de François Ier de Médicis avec Jeanne d'Autriche, nièce de Charles Quint.
En 1569, il est chargé par Cosme Ier de Médicis de reconstruire le pont détruit par une crue de l'Arno, connu sous le nom de Ponte della Trinità. Célèbre notamment pour ses trois arches elliptiques dites aussi en anse de panier, le pont a résisté, depuis, à la fureur du fleuve qui a balayé au cours de l'histoire plusieurs autres ponts.
En 1570, il réalise le tombeau de Bindo Altoviti avec un monument allégorique de la Charité sur la porte de la sacristie de la Chiesa di Santi Apostoli.
En 1582, il est chargé par Grégoire XIII de dessiner, à Rome, le Collège romain des Jésuites.
En 1589, il participe avec Giambologna et Bernardo Buontalenti aux scénographies des noces entre le Grand-duc Ferdinand Ier et Christine de Lorraine qui se déroulent au Prato di Ognissanti.
Il a eu comme élève Giovanni Antonio Dosio.
En 1591, il dessine les plans de la Chiesa di Santa Maria a Gradi, une église d'Arezzo dont l'édification sera terminée en 1611.
Il a réalisé également le groupe Hercule et Anthée et la statue de l'Apennin pour le jardin de la Villa di Castello.
La sépulture d'Ammannati et de sa femme se trouve dans la chapelle San Bartolomeo de la Chiesa di San Giovannino degli Scolopi (it) de Florence.